# Marien de Jonge

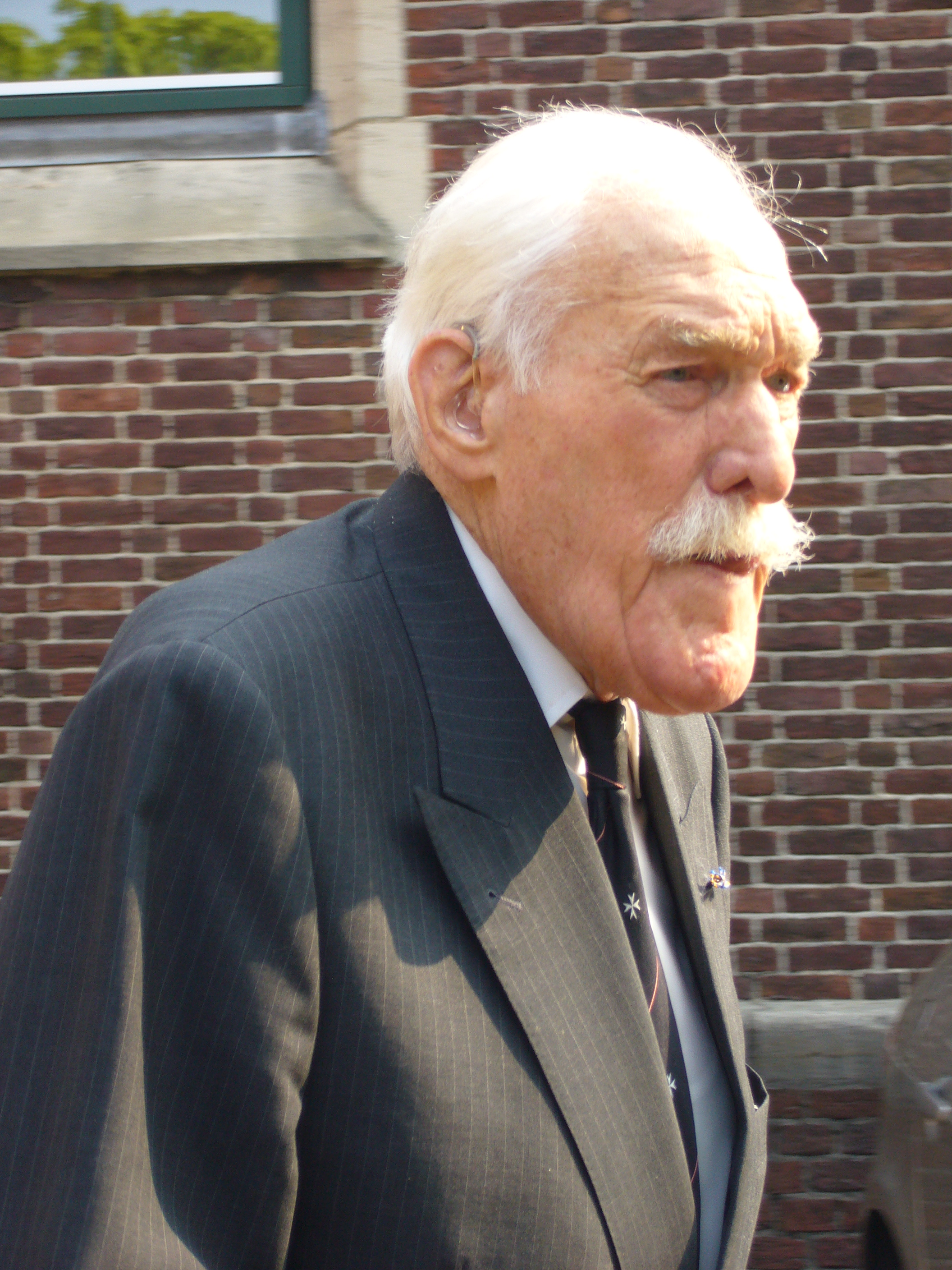
De Jonge in 2009 met das van de Johanniter Orde

Jhr. Marinus Willem Cornelis (Marien) de Jonge (Weert, 25 september 1911 – Den Haag, 16 juli 2012) was een Nederlands militair, kolonel der Cavalerie en Engelandvaarder. Hij kwam in Engeland bij de Prinses Irene Brigade en werd na de Tweede Wereldoorlog commandant van het 4e Eskadron Pantserwagens.   

## Jeugd
De vader van Marien en Ernst de Jonge was ingenieur en werkte in Weert aan een spoorbrug toen zijn oudste zoon geboren werd. Daarna ging de familie naar Indonesië, waar vader De Jonge bij een houtmaatschappij ging werken die teak en ijzerhout exporteerde, met name naar Australië en Zuid-Afrika. Hij zorgde voor de kap en het vervoer vanuit de bossen. Het hardhout werd veel gebruikt bij de aanleg van bruggen en spoorlijnen, want het hout was weer- en mierbestendig. Na de Eerste Wereldoorlog werden de ondernemingen in de buitengewesten (buiten Java) gesloten.
Marien de Jonge zat zeven jaar op de lagere school in Semarang. Hij wilde beroepsmilitair worden, en anders burgemeester. Op aandringen van zijn vader deed hij de gymnasiumopleiding op Baarnsch Lyceum. Daarna studeerde hij rechten in Leiden, waar hij bij KSRV Njord roeide. Na zijn afstuderen ging hij werken bij het Nationaal Fonds voor Bijzondere Noden.
De Jonge trouwde in 1938 met Cornelia Adriana ter Horst (1915-1971). Ze kregen vier zonen en een dochter. Hun jongste zoon, jhr. Harm de Jonge (1952) werd generaal-majoor der cavalerie.
Hij was vrijgeloot voor de militaire dienst in 1940.

## Tweede Wereldoorlog
Marien de Jonge was een van de allereerste Engelandvaarders. Nadat Nederland had gecapituleerd in de middag van 14 mei 1940, fietste hij naar Scheveningen om een mogelijkheid te vinden om naar Engeland te gaan. Omdat inmiddels bekend was dat in Zeeland nog Nederlandse troepen vochten, bedacht hij dat hij ook wel naar Zeeland wilde. In de haven zag hij dat de reddingboot Zeemanshoop werd gekaapt door vier Delftse studenten en hij sprong aan boord, evenals circa 40, soms Duits-sprekende, Joden. Vrijwel iedereen wilde naar Engeland, dus dat werd de bestemming. Halverwege de Noordzee werd de Zeemanshoop opgepikt door een Engelse torpedobootjager.
Toen hij in Londen aankwam, was de Nederlandse regering daar ook net aangekomen. Hij ontmoette er Jhr.Ir. O.C.A. van Lidth de Jeude, die voorzitter was van een vluchtelingenorganisatie, en werd zijn secretaris. In augustus werd het Nederlands Legioen gevormd, de voorloper van de Prinses Irene Brigade, die op 11 januari 1941 werd opgericht. De eerste groep bestond vooral uit militairen van de Peel-Raamstelling, die op drift geraakt waren in België en naar Engeland uitgeweken; zij waren niet erg gemotiveerd. De Jonge werd reserveofficier van het Wapen der Cavalerie bij een verkenningscompagnie van de Prinses Irene Brigade. Na zijn opleiding begon het wachten op een geallieerde invasie tegen nazi-Duitsland.
Na de aanval op Pearl Harbor verklaarde Nederland de oorlog aan Japan. De Jonge vroeg overplaatsing aan naar het Verre Oosten om tegen de Japanners te kunnen vechten. Hij verwachtte namelijk daar nuttiger werk te kunnen doen dan in Engeland te zitten wachten op de invasie. Hij kreeg een commando-opleiding inclusief 'jungle fighting' op Ceylon. De Jonge diende bij het Korps Insulinde, een commando-eenheid waarmee hij tijdens de Japanse bezetting vanuit Ceylon werd ingezet op Sumatra. Doel was om daar inlichtingen te verzamelen. Voor blanken was dat uiteraard uiterst gevaarlijk, omdat men niet wist in hoeverre de bevolking op de hand was van Nederland of van de Japanners. Een klein groepje militairen, onder wie ten minste één Nederlandse officier, werd dan, meestal met een onderzeeboot, aan wal gebracht. Zij legden daar contacten met de Sumatranen, die meestal nog trouw waren aan het Nederlandse gezag, omdat zij ook niet veel moesten hebben van de Japanners.

## Indië
Vervolgens werd Marien de Jonge als vrijwillig dienend officier commandant van het 4e Eskadron Pantserwagens, Regiment Huzaren van Boreel. Dit eskadron bestond uit 178 man: 10 officieren, 14 onderofficieren, 154 korporaals en huzaren, bijna allen dienstplichtigen. Het eskadron telde 35 ‘wagens’: 12 pantserwagens (Humber Mark IV), 14 scoutcars (Humber Mark II en 9 gepantserde wagens (GMC). Het maakte deel uit van de V-Brigade van kolonel Johannes Kroese Meijer. Hij deed mee aan de politionele acties in toenmalig Nederlands-Indië van 1947 - 1949 en vond dat de gang van zaken aldaar vaak te eenzijdig werd belicht.
In 2008, op 97-jarige leeftijd, publiceerde hij het boek Mijn Ruiters over zijn ervaringen tijdens de Politionele Acties en over de achtergronden en de afloop van het conflict met Indonesië. Het boek is verplichte literatuur op de KMA in Breda, vanwege de vele parallellen tussen de strijd in Nederlands Indië en de moderne guerrilla-oorlogsvoering, zoals bijvoorbeeld in Afghanistan.

## Na Indië
Pas na terugkomst uit Indië in 1950 besloot De Jonge beroepsmilitair te worden. In 1951 en 1952 volgde hij de Hogere Krijgsschool in Den Haag. Hij werd adjudant van de koningin en militair attaché in Brussel. Daarna kreeg hij nog diverse staffuncties, maar bleef in Amersfoort wonen vanwege de centrale ligging.
Na het overlijden van zijn eerste echtgenote en zijn gelijktijdige pensionering hertrouwde hij in 1972 met Elisabeth Clara Schuller tot Peursum (1917-2004). Zij werd Bessy genoemd, was eerder getrouwd geweest met Esgo Taco Kuiper (1902-1985), lid van de familie Kuiper en had twee zoons, Taco Esgo (1941-2004) en Joost Christiaan Lodewijk Kuiper (1947).
 Zij gingen wonen in Den Haag.
In Den Haag voerde hij een bestaan als actief gepensioneerde. Hij schreef een belangrijk deel van het tweede deel van de familiegenealogie en - zoals al vermeld - Mijn Ruiters. Op 9 maart 2012 onthulde hij nog een plaquette op de LSV Minerva waarop zijn broer Ernst herdacht wordt. Vier maanden later overleed hij op 100-jarige leeftijd. Na een afscheidsdienst in de Kloosterkerk op 23 juli werd hij begraven op begraafplaats Rusthof in Leusden.

## Onderscheidingen
| Baton | Onderscheiding                                           | Land      |
| ----- | -------------------------------------------------------- | --------- |
|       | Ridder in de Orde van Oranje-Nassau met de zwaarden      | Nederland |
|       | Ridder in de Huisorde van Oranje                         | Nederland |
|       | Bronzen Leeuw                                            | Nederland |
|       | Oorlogsherinneringskruis                                 | Nederland |
|       | Ereteken voor Orde en Vrede                              | Nederland |
|       | Onderscheidingsteken voor Langdurige Dienst als officier | Nederland |
|       | Herinneringsmedaille 1962                                | Nederland |
|       | Huwelijksmedaille 1966                                   | Nederland |
|       | Inhuldigingsmedaille 1980                                | Nederland |
|       | Commandeur in de Orde van Leopold II                     | België    |